# Etta Palm d’Aelders
Etta Lubina Johanna Palm d’Aelders, auch Etta Palm-Aelders (* April 1743 in Groningen; † 28. März 1799 in Den Haag) war eine niederländische Feministin und aktiv während der Französischen Revolution. Sie hielt am 30. Dezember 1790 eine Rede über die Ungerechtigkeit der Gesetze, die die Männer zum Nachteil der Frauen bevorzugen («Sur l’injustice des Loix en faveur (sic.) des Hommes, au dépend (sic.) des Femmes») vor der Federativen Versammlung der Freunde der Wahrheit (« Assemblée Fédérative des Amis de la Verité »).

## Werke
- Sur l’injustice des Loix en faveur des Hommes, au dépens de Femmes, in The French Revolution and Human Rights: A Brief Documentary History, übersetzt, bearbeitet und mit einer Einleitung versehen von Lynn Hunt (Bedford/St. Martin’s: Boston/New York), 1996, 122–23.
- Appel aux Francoises sur la régénération des moeurs, et nécessité de l’influence des femmes dans un gouvernement libre, L’imprimerie du Cercle Social, (vermutlich) July, 1791. Faksimile in: Les femmes dans la révolution Française, T. 2, Paris, Edhis, 1982 and on Gallica